# Kaşıklı, Yedisu
Kaşıklı là một xã thuộc huyện Yedisu, tỉnh Bingöl, Thổ Nhĩ Kỳ. Dân số thời điểm năm 2010 là 114 người.